# Abrepuertas eléctrico

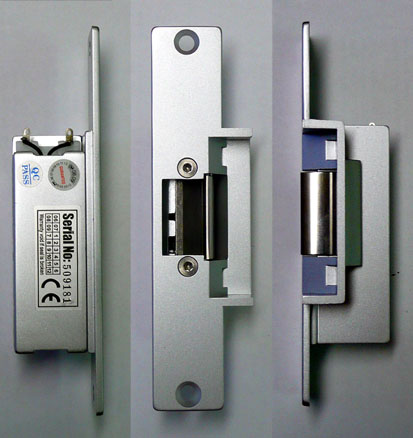
Pestillo eléctrico

Un pestillo eléctrico, abrepuertas eléctrico o cerradero eléctrico es un mecanismo de control de accesos.  Consiste en un pestillo unido a un electroimán, el cual desbloquea la cerradura, permitiendo que la apertura de la puerta para permitir el paso.
En los lugares en los que hay más de una vivienda, el llamador de la calle, también llamado Placa de Pulsadores o simplemente Placa de Calle, está compuesto de un número determinado de pulsadores (habitualmente uno por vivienda) con el rótulo al lado del n.º de vivienda o piso o el nombre del inquilino. Para abrir la puerta suele pulsarse un botón, que activa el electroimán para que éste libere el pestillo. 
Estas cerraduras eléctricas suelen estar la mayor parte en los hoteles para proporcionar la privacidad y seguridad del cliente del hotel.
Suelen funcionar con unas tarjetas especiales con unos sensores que al meter la tarjeta, la cerradura eléctrica lo detecta por unos sensores de imanes y automáticamente la cerradura se desbloquea.
Originalmente patentado en la Nueva York de 1880. 

## Partes de un cerradero o abrepuertas eléctrico
1. Caja del cerradero: La parte donde se alberga el mecanismo del cerradero.
2. Mecanismo: distintos componentes mecánicos hacen posible su funcionamiento. La durabilidad dependerá de la calidad de los materiales.
3. Pestillo: (fijos o ajustables, profundos o estrechos) permiten que el cerradero o abrepuertas eléctrico funcione con cualquier tipo de resbalón de la cerradura. Es importante saber como es el giro del pestillo.
4. Solenoide: Electroimán hecho de material conductor, típicamente hilo de cobre esmaltado.
5. Tapa: Pieza que protege el interior del cerradero

Aparte, es necesario un Frontal que sujeta al cerradero. Este Frontal es la pieza que se instala en el marco de la puerta para proteger el cerradero y encajar con la cerradura de la puerta.

## Tipos de cerraderos
Existen varios tipos de cerraderos en función de donde van a ser instalados. 
- Cerraderos Estándar: son los cerraderos que se instalan en la gran mayoría de aplicaciones.
- Cerraderos para puertas cortafuego: son cerraderos certificados con un código CPR conforme han sido testeados para resistir altas temperaturas al fuego. Se mide según Ei. (Ei30, Ei90 o Ei120)
- Cerraderos para puertas a la intemperie: son cerraderos certificados con una IPXX. La máxima certificación al agua y al polvo es IP68.
- Cerraderos para puertas de salida de emegencia: son cerraderos certificados para poder abrir en caso de emergencia.

Por otro lado, de cerraderos o abrepuertas eléctricos existen de 2 tipos:
- Cerraderos eléctricos: funcionan mediante un solenoide específico AC o DC y con un rango de voltaje predeterminado.
- Cerraderos electrónicos: mediante la incorporación de componentes electrónicos y un microprocesador integrado, mejoran las prestaciones y operan en un rango de voltaje más amplio, tanto en AC como en DC indistintamente 100%ED.

## Funciones
Los cerraderos ofrecen distintas funcionalidades: 
1. Estándar: Cerradero normalmente cerrado sin corriente eléctrica.
2. Inverso: Cerradero normalmente abierto sin corriente eléctrica.
3. Con palanca de desbloqueo mecánico: se trata de una palanca situada en la parte frontal del abrepuertas. Al activar esta palanca se mueven las palancas internas del mecanismo, permitiendo que se mueva el pestillo sin necesidad de activar la bobina. De esta manera el abrepuertas permanecerá abierto hasta que la palanca de desbloqueo vuelva a desactivarse.
4. Automático: mantiene el cerradero "abierto" hasta que el portal haya sido franqueado.
5. Automático temporizado: mantiene el cerradero "abierto" hasta al cabo de unos segundos.
6. Monitorización: Indica el estado de la puerta (abierta/cerrada). En algunos casos se pueden encontrar cerraderos cuya monitorización indique también el estado del abrepuertas (bloqueado/desbloqueado)